# Pequeno Dicionário Amoroso
Pequeno Dicionário Amoroso é um filme brasileiro de 1997, do gênero comédia romântica, dirigido por Sandra Werneck, com roteiro de José Roberto Torero e Paulo Halm, e estrelado por Andréa Beltrão e Daniel Dantas.
Em 2015, o filme ganhou uma continuação, chamada Pequeno Dicionário Amoroso 2. Também ganhou versão para os palcos, com a encenação original, de 2004, tendo direção de Jorge Fernando e Claudia Jimenez e Ernani Moraes nos papéis principais.

## Sinopse
Dois jovens que se conhecem por acaso, se apaixonam, se questionam e se separam. Todos os verbetes possíveis numa relação amorosa contemporânea, da atração a separação passando pelas coincidências, felicidade, idílio, jogo, juramento, pesadelo, revanche… e à teimosia do amor. São, literalmente, as desordens da paixão em ordem alfabética.

## Elenco
- Andréa Beltrão (Luiza Melo)
- Daniel Dantas (Gabriel)
- Tony Ramos (Barata)
- Glória Pires (Bel)
- Mônica Torres (Marta)
- Marcos Winter (João)
- participação especial:
- José Wilker (Alaor)

## Produção
Pequeno Dicionário Amoroso é o primeiro longa-metragem dirigido por Sandra Werneck. O roteiro é assinado por Paulo Halm e José Roberto Torero. A trilha sonora é composta por Ed Motta e Chico Buarque. As filmagens aconteceram na cidade do Rio de Janeiro. 

## Lançamento
Em 31 de janeiro de 1997 o filme foi lançando nos cinemas brasileiros. Mais tarde, participou de alguns festivais internacionais, como no Miami Brazilian Film Festival, Chicago International Film Festival e Mar del Plata Film Festival, em 1997. Foi lançado nos cinemas da Alemanha em 2001, sob o título de Das kleine Buch der Liebe.[carece de fontes?]

## Recepção

### Resposta crítica
O filme foi bem recebido pela crítica e pelo público. Filipe Pereira, em sua crítica ao site Vortex Cultural, escreveu: "O Pequeno Dicionário Amoroso flagra momentos de absoluto arroubo criativo no retratar dos amores perdidos e achados, de representar belamente o romantismo e a desilusão, reunindo grande parte das sensações que inevitavelmente habitam o ideário de homens e mulheres apaixonados e desolados, assim como os românticos incorrigíveis." Do site Papo de Cinema, Rodrigo de Oliveira disse: "Pequeno Dicionário Amoroso é um simpático filme, retratando de forma divertida e verdadeira os altos e baixos de um relacionamento a dois."

### Prêmios e indicações
Participou de diversos festivais de cinema nos quais também foi premiado. Em Festival de Brasília de 1996, o filme foi premiado nas categorias de melhor edição e fotografia. Recebeu o prêmio de melhor roteiro no Festival de Cartagena, na Colômbia. No Prêmio Guarani de Cinema Brasileiro de 1998, recebeu indicações em oito categorias: melhor filme, melhor direção, melhor atriz (Andréa Beltrão), melhor ator coadjuvante (Tony Ramos), melhor atriz coadjuvante (Mônica Torres), melhor roteiro e melhor trilha sonora, sendo vencedor nessa categoria.
| Ano  | Festival                                      | Categoria                           | Nomeações                           | Resultado |
| ---- | --------------------------------------------- | ----------------------------------- | ----------------------------------- | --------- |
| 1996 | Festival de Cinema de Brasília                | Melhor Fotografia                   | Walter Carvalho                     | Venceu    |
| 1996 | Festival de Cinema de Brasília                | Melhor Montagem                     | Virgínia Flores                     | Venceu    |
| 1997 | Brazilian Film Festival of Miami              | Prêmio de Melhor Filme da Audiência | Prêmio de Melhor Filme da Audiência | Venceu    |
| 1997 | Festival Internacional de Cinema de Cartagena | Melhor Filme                        | Melhor Filme                        | Indicado  |
| 1997 | Festival Internacional de Cinema de Cartagena | Melhor Roteiro                      | Paulo Halm e José Roberto Torero    | Venceu    |
| 1997 | Verona Loves Screen Film Festival             | Melhor Filme                        | Sandra Werneck                      | Venceu    |
| 1998 | Prêmio Guarani de Cinema Brasileiro           | Filme do Ano                        | Filme do Ano                        | Indicado  |
| 1998 | Prêmio Guarani de Cinema Brasileiro           | Melhor Direção                      | Sandra Werneck                      | Indicado  |
| 1998 | Prêmio Guarani de Cinema Brasileiro           | Melhor Atriz                        | Andrea Beltrão                      | Indicado  |
| 1998 | Prêmio Guarani de Cinema Brasileiro           | Melhor Ator Coadjuvante             | Tony Ramos                          | Indicado  |
| 1998 | Prêmio Guarani de Cinema Brasileiro           | Melhor Atriz Coadjuvante            | Mônica Torres                       | Indicado  |
| 1998 | Prêmio Guarani de Cinema Brasileiro           | Melhor Roteiro                      | Paulo Halm e José Roberto Torero    | Indicado  |
| 1998 | Prêmio Guarani de Cinema Brasileiro           | Melhor Trilha Sonora                | Ed Motta e João Nabuco              | Venceu    |